# De Règâhs
De Règâhs is een flamencoband uit Den Haag.
De band werd in 2007 opgericht en bestaat uit Johan Frauenfelder (gitaar en zang), Marcel de Graaf (gitaar en zang), Ron van Holland (percussie en achtergrondzang) en Roy de Rijke (gitaar en achtergrondzang). De Règâhs spelen flamencomuziek, met Plathaagse teksten. Zij noemen hun muziekstijl zelf Flamingo, naar de Nederlandse naam voor de Flamenco-vogel aan wie de Spaanse muziekstijl zijn naam ontleent.
De Règâhs zongen de titelsong van de serie Pauwen en Reigers en traden onder andere op bij De Wereld Draait Door, Paul de Leeuw, in het Kyocera Stadion, tijdens een wedstrijd van ADO Den Haag, tijdens de Top 2000 a Gogo-uitzending op Tweede Kerstdag 2015 en tijdens talloze uitzendingen op de regionale tv- en radiozenders. Er zijn vijf cd's uitgebracht. Voor 21 mei 2016 stond voor het derde achtereenvolgende jaar een optreden gepland in de poptempel van Den Haag, het Paard van Troje. 
De naam van de band verwijst naar de reiger, waarmee het Haagse symbool de ooievaar op oneerbiedige wijze wordt aangeduid.

## Discografie

### Albums
| Album met eventuele hitnotering(en) in de Nederlandse Album Top 100 | Datum van verschijnen | Datum van binnenkomst | Hoogste positie | Aantal weken | Opmerkingen |
| ------------------------------------------------------------------- | --------------------- | --------------------- | --------------- | ------------ | ----------- |
| Den Haag...Olé                                                      | 2008                  | -                     |                 |              |             |
| Werelds                                                             | 2009                  | -                     |                 |              |             |
| Bes-tof de Beatles                                                  | 08-11-2010            | 07-05-2011            | 83              | 1            |             |
| Lekkâh                                                              | 2012                  | 22-09-2012            | 70              | 1            |             |
| Règâh Love                                                          | 2014                  | 31-05-2014            | 88              | 1            |             |
| De Bierbar van Sevilla                                              | 2016                  | -                     |                 |              |             |
| Bes-tof de Stones                                                   | 2017                  | -                     |                 |              |             |